# Nguyễn Hữu Đồng
Nguyễn Hữu Đồng (1860-1920), còn gọi Khóa Bảo, là một chí sĩ trong phong trào Cần Vương.

## Tiểu sử
Nguyễn Hữu Đồng quê ở huyện Cam Lộ, Quảng Trị. Ông là khóa sinh nên còn gọi là Khóa Bảo, là có ăn học, có tài văn võ nhưng không lựa chọn con đường khoa cử. Năm 1885, Kinh thành Huế thất thủ, Khóa Bảo dẫn đường cho vua Hàm Nghi lên Sơn phòng Tân Sở. Sau 5 ngày, ông rời triều đình kháng chiến.
Khi phong trào Cần Vương bị dập tắt, Khóa Bảo mở trường dạy học tại quê. Năm 1903, khi về kinh dự thi, ông đã vận động sĩ tử phản đối triều đình. Năm 1907, ông dẫn đầu một đoàn biểu tình về tòa công sứ Pháp tại Quảng Trị yêu sách cải cách sưu thuế cho dân và đòi Pháp rút khỏi Việt Nam. Bởi lý do trên, ông bị chính quyền thực dân cảnh giác nhưng cũng đồng thời trở nên có uy tín và tiếng tăm với những chí sĩ chống Pháp.
Năm 1916, Khóa Bảo được vua Duy Tân mời tham gia khởi nghĩa, được phong Tổng lãnh binh phụ trách từ Quảng Trị ra Thanh Hóa. Khởi nghĩa thất bại, ông bị bắt giam vào nhà tù Thành cổ Quảng Trị. Năm 1920, ông qua đời sau khi ra tù.